# Выборы губернатора Пермского края (2017)
Выборы губернатора Пермского края состоялись в Единый день голосования 10 сентября 2017 года. Это были первые выборы губернатора Пермского края, поскольку предыдущие губернаторы назначались Законодательным собранием края по предложению Президента РФ, последние выборы губернатора Пермской области проводились в 2000 году.

## Предшествующие события
В 2012 году после отставки Олега Чиркунова, в качестве кандидатуры на пост губернатора Пермского края был предложен бывший министр регионального развития Виктор Басаргин.
Несмотря на то, что Басаргин неоднократно занимал низкие места в рейтингах губернаторов, он высказывал желание идти на выборы губернатора. В декабре 2016 года он отправил в отставку правительство, что политологи расценили как начало предвыборной кампании.
Однако 6 февраля 2017 года Виктор Басаргин объявил о своей отставке с поста губернатора Пермского края. Исполняющим обязанности губернатора был назначен глава департамента экономической политики г. Москвы Максим Решетников.

### Ключевые даты
- 8 июня 2017 года Законодательное собрание Пермского края официально назначило выборы на 10 сентября 2017 года (единый день голосования)[10].
  - 9 июня опубликован расчёт числа подписей, необходимых для регистрации кандидата[11].
  - с 10 июня по 29 июня — период выдвижения кандидатов[12].
  - агитационный период начинается со дня выдвижения кандидата и прекращается за одни сутки до дня голосования.
- с 21 по 26 июля — представление документов для регистрации кандидатов. К заявлениям должны прилагаться листы с подписями муниципальных депутатов.[12]
- 9 сентября — день тишины.
- 10 сентября — день голосования.

## Выдвижение и регистрации кандидатов
В Пермском крае кандидаты выдвигаются только политическими партиями или их региональными отделениями, имеющими право участвовать в выборах. Самовыдвижение не допускается.
Каждый кандидат при регистрации должен представить список из трёх человек, один из которых, в случае избрания кандидата, станет представителем правительства региона в Совете Федерации.

### Муниципальный фильтр
В Пермском крае кандидаты должны собрать подписи 6 % муниципальных депутатов и глав муниципальных образований. Среди них должны быть подписи депутатов районных и городских советов и (или) глав районов и городских округов в количестве 6 % от их общего числа. При этом подписи нужно получить не менее чем в трёх четвертях районов и городских округов. По расчёту избиркома, каждый кандидат должен собрать от 234 до 245 подписей депутатов всех уровней и глав муниципальных образований, из которых от 51 до 53 — депутатов райсоветов и советов городских округов и глав районов и городских округов не менее чем 36 районов и городских округов области.

## Кандидаты
12 апреля 2017 года о своих планах баллотироваться объявил известный пермский оппозиционный политик Константин Окунев. Его поддержал известный пермский политик и бывший депутат Госдумы Виктор Похмелкин.
Среди кандидатов назывались Ирина Филатова от КПРФ, Игорь Орлов и Олег Постников от ЛДПР. Затем было решено, что от ЛДПР на выборы пойдёт её председатель фракции в Законодательном Собрании Пермского края Олег Постников.
От партии Патриоты России выдвинут Андрей Степанов.
14 июня документы подал Максим Решетников. 17 июня на конференции ЛДПР был выдвинут Олег Постников.
23 июня на конференции партии Справедливая Россия был выдвинут Владимир Аликин.
23 июня партия Города России выдвинула своим кандидатом Константина Окунева.
26 июня от партии Великое Отечество выдвинут Олег Хараськин.
| Кандидат          | Должность (на момент выдвижения)                                                                        | Партия выдвижения   | Статус                                                     | Кандидаты в Совет Федерации                          |
| ----------------- | --- | ------------------- | ---------------------------------------------------------- | ---------------------------------------------------- |
| Владимир Аликин   | пенсионер                                                                                               | Справедливая Россия | зарегистрирован                                            | Андрей Кобелев Ирина Злобина Вероника Куликова       |
| Константин Окунев | координатор проектов стратегического развития развлекательного центра «Вознесенский»                    | Города России       | отказано в регистрации (не преодолел муниципальный фильтр) | Надежда Агишева Геннадий Кузьмицкий Вадим Чебыкин    |
| Олег Постников    | депутат Законодательного собрания Пермского края, руководитель фракции ЛДПР                             | ЛДПР                | зарегистрирован                                            | Алексей Золотарёв Наталья Луканина Александр Смирнов |
| Максим Решетников | врио губернатора Пермского края                                                                         | Единая Россия       | зарегистрирован                                            | Андрей Климов Дмитрий Самойлов Алексей Андреев       |
| Андрей Степанов   | председатель комитета регионального отделения партии                                                    | Патриоты России     | зарегистрирован                                            | Евгений Козлов Олег Степанов Игорь Обшаров           |
| Ирина Филатова    | адвокат                                                                                                 | КПРФ                | зарегистрирована                                           | Владимир Чулошников Геннадий Сторожев Илья Кузьмин   |
| Олег Хараськин    | руководитель ООО «Институт регионального, муниципального управления и поддержки общественных инициатив» | Великое Отечество   | отказано в регистрации (не преодолел муниципальный фильтр) | Валерий Агафонов Евгений Злобин Валерий Полежаев     |

## Социологические прогнозы
| Опрос               | Решетников | Похмелкин | Постников | Окунев | Волынец | Филатова | Не пойдут на выборы | Испортят бюллетень | Затруднились ответить | Погрешность |
| ------------------- | ---------- | --------- | --------- | ------ | ------- | -------- | ------------------- | ------------------ | --------------------- | ----------- |
| ФОМ, 12-22 мая 2017 | 50 %       | 4 %       | 2 %       | 2 %    | 2 %     | 2 %      | 2 %                 | 16 %               | 21 %                  | 3,9 %       |

| Опрос                          | Решетников | Филатова | Аликин | Постников | Степанов | Не пойдут на выборы | Испортят бюллетень | Затруднились ответить | Погрешность |
| ------------------------------ | ---------- | -------- | ------ | --------- | -------- | ------------------- | ------------------ | --------------------- | ----------- |
| ФОМ, 17-25 июля 2017           | 68 %       | 1 %      | 2 %    | 1 %       | <1 %     | 2 %                 | 1 %                | 21 %                  | 3,9 %       |
| ФОМ, 10-21 августа 2017        | 78 %       | 3 %      | 2 %    | 1 %       | 0 %      | 1 %                 | 2 %                | 14 %                  | 3,9 %       |
| ФОМ Расчёт, 10-21 августа 2017 | 85,6 %     | 5,4 %    | 3,4 %  | 2,6 %     | 0,5 %    | 2,4 %               | -                  | -                     | 3,9 %       |

## Итоги выборов
| Место                       | Место                       | Кандидат                    | Партия                      | Голосов   | %       |
| --------------------------- | --------------------------- | --------------------------- | --------------------------- | --------- | ------- |
|                             | 1.                          | Максим Решетников           | Единая Россия               | 687 889   | 82,06 % |
|                             | 2.                          | Ирина Филатова              | КПРФ                        | 62 819    | 7,49 %  |
|                             | 3.                          | Олег Постников              | ЛДПР                        | 31 431    | 3,75 %  |
|                             | 4.                          | Владимир Аликин             | Справедливая Россия         | 23 538    | 2,81 %  |
|                             | 5.                          | Андрей Степанов             | Патриоты России             | 13 257    | 1,58 %  |
| Действительных бюллетеней   | Действительных бюллетеней   | Действительных бюллетеней   | Действительных бюллетеней   | 818 934   | 97,69 % |
| Недействительных бюллетеней | Недействительных бюллетеней | Недействительных бюллетеней | Недействительных бюллетеней | 19 323    | 2,31 %  |
| Всего                       | Всего                       | Всего                       | Всего                       | 838 257   | 100 %   |
|                             |                             |                             |                             |           |         |
| Явка                        | Явка                        | Явка                        | Явка                        | 838 257   | 42,51 % |
| Общее число избирателей     | Общее число избирателей     | Общее число избирателей     | Общее число избирателей     | 1 971 870 |         |